# Rectuvigerinella
Rectuvigerinella es un género de foraminífero bentónico considerado un sinónimo posterior de Siphogenerina de la subfamilia Tubulogenerininae, de la familia Siphogenerinoididae, de la superfamilia Buliminoidea, del suborden Buliminina y del orden Buliminida. Su especie tipo era Siphogenerina raphanus var. tropica. Su rango cronoestratigráfico abarca el Holoceno.

## Discusión
Clasificaciones previas incluían Rectuvigerinella en el suborden Rotaliina del orden Rotaliida.

## Clasificación
Rectuvigerinella incluía a la siguiente especie:
- Rectuvigerinella tropica